# Tractat de Küčük Kaynardja

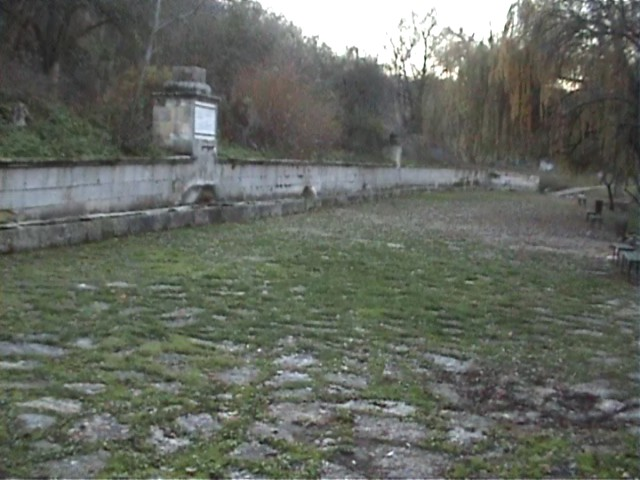
Ubicació de la signatura del tractat.

El  Tractat de Küçük Kaynarca (turc: Küçük Kaynarca Antlaşması, també lletrejat Kuchuk Kainarji) va ser signat el 21 de juliol de 1774 a Küçük Kaynarca, Dobrudja (en l'actualitat, Kainardja a la Província de Silistra, Bulgària) entre l'Imperi Rus, representat pel mariscal de camp Piotr Rumiàntsev, i l'Imperi Otomà després de la derrota d'aquest últim en la Guerra russo-turca (1768-1774). Va ser negociat entre el 6 i el 17 de juliol de 1774 però signat el dia 21 per ser una data històrica pels russos. Tenia 28 articles. Es va signar al llogaret de Küçük Kaynarca, abans transliterat Küčük Kaynardja, al nord-est de Bulgària a 25 km al sud-est de Silistra. El nom del poble vol dir "Petita font calenta".

## Resultat
El tractat va ser, de lluny, el cop més humiliant per al que una vegada va ser poderós regne otomà. Els otomans van cedir a Rússia la part de la regió Yedisan entre els rius Dnièper i Bug Meridional. Aquest territori incloïa el port de Kherson i van proveir a l'Imperi Rus del seu primer accés directe al mar Negre. Així mateix, el tractat va atorgar a Rússia els ports de Crimea de Kerch i Enikale i la regió de Kabardino-Balkària al Caucas.
L'aspecte més significatiu del tractat per la història naval és que va donar a Rússia accés a ports d'aigües càlides i un passatge a través dels Dardanels

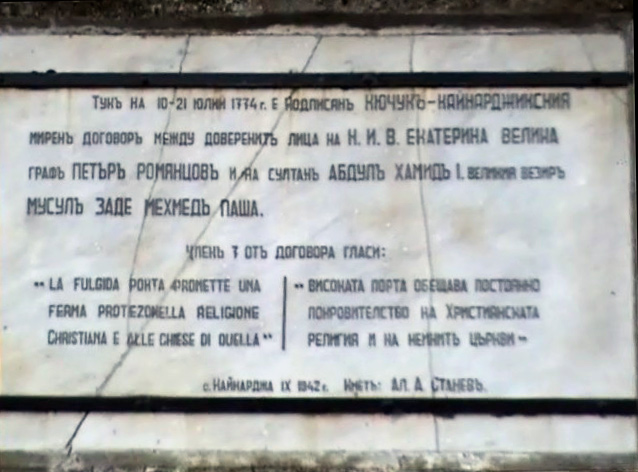
«Aquí, el 21 de juliol de 1774, es va signar el Tractat de Küçük Kaynarca entre els representants de Caterina la Gran, el comte Piotr Rumiàntsev, i el representant del sultà Abdul Hamid I, el gran visir musulmà Muhsinzade Mehmed Paixà. La clàusula 7 del tractat diu el següent: La Sublim Porta promet protecció permanent a la religió cristiana i les seves esglésies.»

Els otomans també van perdre el Kanat de Crimea, de manera que es van veure forçats a concedir-li la independència. El kanat, tot i que nominalment independent, depenia de Rússia i va ser formalment annexat a l'Imperi Rus el 1783. El tractat també concedia a Rússia diversos ítems no-geogràfics. Així, va eliminar les restriccions sobre l'accés rus al Mar d'Azov (el Tractat de Belgrad de 1739 havia atorgat a Rússia territori adjacent al Mar d'Azov, però havia prohibit la fortificació de l'àrea o l'ús del mar per transport de mercaderies).
També va atorgar a Rússia alguns drets econòmics i polítics en l'Imperi Otomà, com ara permís als cristians ortodoxos otomans a navegar amb bandera de Rússia i proveir per a la construcció d'una església ortodoxa russa a Istanbul (que mai va ser construïda). D'altra banda, Rússia va interpretar el tractat com que li donava dret a protegir els cristians ortodoxos en l'Imperi, en particular fent servir aquesta prerrogativa en els principats Danubi de Moldàvia i Valàquia per intervenir durant el govern dels fanariotes i després de la Guerra d'independència de Grècia. Al seu torn, el tractat va concedir al Califa otomà el dret a protegir els musulmans a Rússia, com aquells que vivien a Crimea. Aquesta va ser la primera vegada que el poder del califa otomà va ser exercitat fora dels límits de l'Imperi Otomà i que van ser ratificats per una potència europea.